# Simulium longistylatum
Simulium longistylatum es una especie de insecto del género Simulium, familia Simuliidae, orden Diptera.
Fue descrita científicamente por Shewell, 1959.